# Pedoptila
Pedoptila is een geslacht van vlinders van de familie Himantopteridae.

## Soorten
- P. catori Bethune-Baker, 1911
- P. nemopteridia Butler, 1885
- P. nigrocristata Joicey & Talbot, 1921
- P. thaletes Druce, 1907
- P. ubangiana Schultze, 1931